# عبد الغني الأسدي
عبد الغني عجيل طاهر الأسدي (1951 في ميسان، العراق -) ؛ هو ضابط عسكري عراقي متقاعد وقائد سابق لقوات العمليات الخاصة العراقية.[1]

## حياته
تخرج من الكلية العسكرية العراقية عام 1972. وكان قائدًا سابقًا لقيادة العمليات الخاصة العراقية، المسمى بجهاز مكافحة الإرهاب العراقي. عُيّن من قبل رئيس الوزراء العراقي مصطفى الكاظمي، رئيسًا لجهاز الأمن الوطني العراقي في 4 يوليو 2020.
كلف من قبل رئيس وزراء العراق مصطفى الكاظمي ليتولى منصب محافظ ذي قار مؤقتاً بعد احتجاجات ذي قار 26 فبراير 2021 إلى 7 نيسان 2021. وفي 31 أكتوبر 2021، أعفي من إدارة جهاز الأمن الوطني وكلف حميد الشطري بدلا عنه.

## الحروب التي خاضها
- حرب تشرين
- حرب الخليج الأولى
- حرب الخليج الثانية
- معركة آمرلي (2014)
- معركة بيجي (2014–15)
- معركة تكريت (2015)
- معركة الرمادي (2015–16)
- معركة الفلوجة (2016)
- معركة الموصل (2016–17)

## وصلات خارجية
- الموقع الرسمي لجهاز مكافحة الإرهاب العراقي
- لقاء مع عبد الغني الاسدي - يوتيوب